# Hypotrachelion

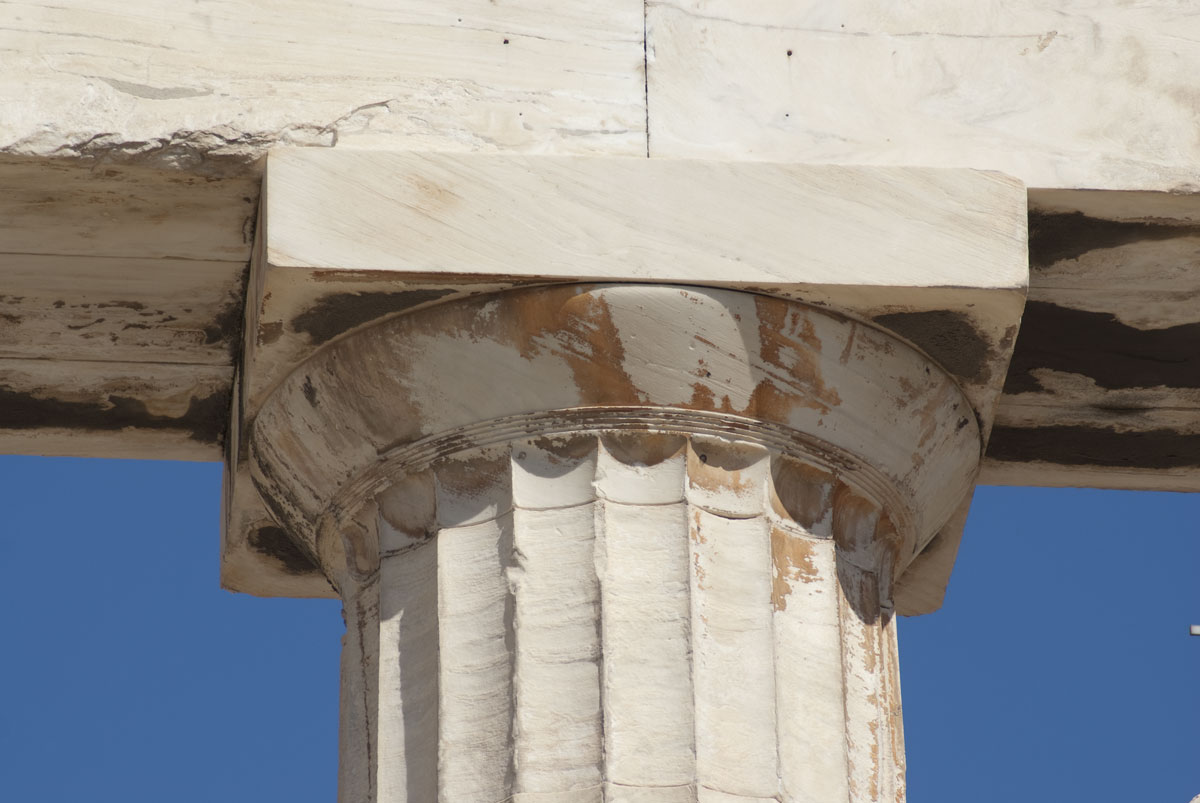
Hypotrachelion na kolumnie Partenonu

Hypotrachelion – w architekturze klasycznej część kolumny w postaci szyjki, umieszczona bezpośrednio pod kapitelem. W porządku doryckim oddzielona od trzonu poziomym profilowaniem w formie pierścienia, zwanym anulusem.